# The Dean And I
"The Dean And I" er en single af rockbandet 10cc fra albummet 10cc, der udkom i 1973. I 1973 nåede den nr. 10 på de engelske hitlister. 
| Musik | Spire Denne musikartikel er en spire som bør udbygges. Du er velkommen til at hjælpe Wikipedia ved at udvide den. |